# William Holden (1862-1932)
Ne doit pas être confondu avec l'acteur américain William Holden (1918-1981)
William Holden est un acteur américain, né le 22 mai 1862 à Rochester (État de New York) et mort le 3 mars 1932 à Los Angeles (Californie), à 69 ans.

## Filmographie
- 1920 : The Fortune Hunter de Tom Terriss : Banker Lockwood
- 1920 : Babs d'Edward H. Griffith : Ben Cogswell
- 1928 : Road House de Richard Rosson (non crédité)
- 1928 : L'amour joue et gagne (Three Weekends) de Clarence G. Badger : Carter
- 1929 : His Captive Woman de George Fitzmaurice : Le Juge
- 1929 : Le Torrent fatal (Weary River) de Frank Lloyd : Warden
- 1929 : L'Âge ardent (Fast Life) de John Francis Dillon : Le Gouverneur
- 1929 : L'Intruse (The Trespasser) d'Edmund Goulding : John Merrick, Sr.
- 1929 : Dynamite de Cecil B. DeMille :
- 1930 : Dulcy (Not So Dumb) de King Vidor : Mr. Charles Roger Forbes
- 1930 : Framed de George Archainbaud : Inspecteur 'Butch' McArthur
- 1930 : Numbered Men de Mervyn LeRoy : Warden Lansing
- 1930 : Holiday d'Edward H. Griffith : Edward Seton
- 1930 : Agent Z 1 (Three Faces East) de Roy Del Ruth : Sir Winston Chamberlain
- 1930 : Quelle veuve ! (What a Widow!) d'Allan Dwan : Mr. Lodge
- 1931 : Hors du gouffre (The Man Who Came Back) de Raoul Walsh : Thomas Randolph
- 1931 : La Pente (Dance, Fools, Dance) de Harry Beaumont : Stanley Jordan
- 1931 : Charlie Chan Carries On de Hamilton MacFadden : Patrick Tait
- 1931 : Amour et six cylindres (en) (Six Cylinder Love) de Thornton Freeland : Stapleton